# Фёдоров, Пётр Фёдорович (архитектор)
Фёдоров Пётр Фёдорович (20.08.1829—14.01.1894) — коллежский советник, городской и епархиальный архитектор г. Твери.

## Семья
Был незаконнорождённым сыном. Воспитывался в сиротском доме. Получил личное потомственное дворянство на фамилию Фёдоров в 1886 году за усердную и беспорочную 35-летнюю службу.
Мать: Надежда Густавовна Корицкая, жена Корицкого Осипа Ивановича (1778—1829), русского изобретателя, механика, гидротехника, инженер-подполковника, автора реконструкции и директора Вышневолоцкой водной системы.
Сводные братья и сестры:
- Мейнгардт (Корицкая) Екатерина Осиповна (ум. 1874) — жена Пауля (Павла Адольфовича) Мейнгардта (1812—1872). Одна из её дочерей, Анна Павловна Корба (Прибылёва) (1849—1939), была активной участницей партии «Народная Воля». Была подругой С. Перовской и В. Фигнер
- Корицкий, Александр Осипович (1818—1866) — русский художник-живописец, копиист, ученик К. Брюллова
- Верховская (Корицкая) Виктория Осиповна (17.12.1824—05.04.1854) — жена Петра Михайловича Верховского (12.06.1822—27.04.1900), инженер-полковника, действительного статского советника
- Корицкая Аполлония Осиповна (1826—07.10.1828). Была погребена при Преображенской церкви на городском Пятницком кладбище в городе Вышний Волочёк Тверской губернии
- Петрова (Корицкая) Анна Осиповна (1828—1917)

Жена: Фёдорова (Никольская) Мария Михайловна (1835—26.01.1905), из дворян, дочь титулярного советника, бракосочетание 25.04.1856, похоронена на Смоленском кладбище Твери
Дети:
- Фёдоров Пётр Петрович (15.12.1858—27.01.1897) — ординатор, готовился к защите диссертации на звание доктора медицины, умер от тифа, заразившись во время лечения больных
- Фёдоров Александр Петрович (29.04.1867—22.10.1928) — русский городской и епархиальный архитектор г. Твери
- Фёдорова Мария Петровна (род. 24.04.1869)
- Фёдорова Екатерина Петровна (15.06.1870—1941) — замужем за полковником, профессором А. А. Дзержковичем

## Биография
(послужной список от 31.10.1885).
- Воспитывался на казенный счет в Гатчинском воспитательном доме.
- Поступил в межевое отделение Гатчинского межевого института (26.10.1843).
- Коллежский регистратор (15.05.1847).
- Окончил институт по курсу гражданских инженеров и выпущен на гражданскую службу по ведомству 1-го Департамента Министерства государственных имуществ (03.05.1848).
- Определён помощником гражданского инженера в Пермскую Палату государственных имуществ (23.09.1848).
- Переведен гражданским инженером в Тверскую Палату государственных имуществ (23.09.1849).
- Зачислен в 1-й разряд по воспитанию (31.03.1851).
- Губернский секретарь  (22.12.1851)  (со старшинством от 13.05.1851).
- Награжден тёмно-бронзовой медалью в память Крымской войны 1853—1856 и полугодовым окладом 10.04.1854.
- Коллежский секретарь  (28.12.1854)  (со старшинством от 13.05.1854).
- Титулярный советник  (28.12.1858)  (со старшинством от 13.05.1857).
- В 1858—1859 принял участие в окончании строительства Тверской мужской гимназии по приглашению А. М. Унковского как архитектор.
- Коллежский асессор  (08.05.1860)  (со старшинством от 13.05.1860).
- Назначен техником строительного отделения Тверского губернского правления со званием гражданского инженера Министерства государственных имуществ (01.11.1866, Приказ 19.10.1866).
- Оставлен за штатом (01.07.1868, Приказ 01.01.1868).
- Сверхштатный техник при строительном отделении Тверского губернского правления без жалования (04.09.1868, Приказ 27.01.1868).
- Младший инженер строительного отделения Виленского губернского правления (27.08.1870).
- Надворный советник (16.08.1871) (со старшинством от 27.08.1870).
- Уволен со службы с причислением к технико-строительному комитету Министерства внутренних дел (10.12.1870).
- Избран гласным городской думы г. Твери (09.02.1871).
- В первом составе городской управы — заведующий городским хозяйством (13.02.1871—1873).
- Получил должность городского архитектора (26.05.1871).
- Коллежский советник (12.01.1876) (со старшинством от 27.08.1874).
- Орден Святого Владимира 4 ст. (22.09.1884, Высочайший Приказ 20.12.1884) за усердную и беспорочную 35-летнюю службу.
- Тверским дворянским депутатским собранием внесен вместе с сыном Александром и дочерьми Марией и Екатериной в 3-ю часть ДРК Тверской губернии (12.12.1885). Сын Пётр внесен позже - в 1886 году. Утвержден Сенатом (13.03.1886).
- В 1893 году избран в городскую думу г. Твери на седьмой срок.
- Утвержден в должности епархиального архитектора в 1893 году.
- Общественные занятия: агент Русского страхового общества, присяжный заседатель по г. Твери и уезду, старшина Общественного собрания.

На 1885 год содержание составляло 1000 руб. в год. Вся многочисленная семья Фёдоровых жила в нескольких собственных каменных и деревянных домах на Восьмиугольной площади в г. Тверь.

## Известные работы

### Городские постройки
- Проект моста через Тьмаку (1865)
- г. Тверь. Аваевская больница на проекте «Tverplanet.ru», (1875—1878). В наст. время — Тверской кожно-венерологический диспансер
  - на проекте «Tverru.ru»
  - на проекте «Народный каталог православной архитектуры» (http://sobory.ru/article/index.html?object=11386)
- г. Тверь. Реальное училище в энциклопедическом справочнике «Тверская область», перестройка «дома Пиранга» (1875—1880) / сейчас Тверской краеведческий музей
  - на проекте Тверской областной библиотеки им. А. М. Горького «Тверские даты»
  - на проекте «Tverru.ru»
- г. Тверь. Мариинская женская гимназия на проекте «Прогулки по старой Твери», перестройка 1882
  - в энциклопедическом справочнике «Тверская область»
- г. Тверь. Гостиный двор на проекте «Tverplanet.ru», перестройка (1888—1889) / совместно со своим сыном А. П. Фёдоровым, с 1930 года — Тверской драмтеатр

### Епархиальные постройки
- Покровской церкви во имя Казанской Божьей Матери м Афанасия Великого, северный придел (1873—1874), колокольня (1884—1885)
- Казанский женский монастырь, колокольня (1883—1888)
  - Проект «Народный каталог православной литературы» (http://sobory.ru/article/index.html?object=00313)
- г. Тверь. Покровская церковь на проекте «Русские церкви», южный придел Афанасия Великого и Казанской Иконы Божией Матери (1874), колокольня (1885) / сейчас архиерейское подворье Русской православной церкви
  - на проекте «Tverplanet.ru»
  - на проекте «Tverru.ru»
- с. Заборовье. Храм в честь Святой Троицы с приделами в честь Покрова Богородицы и святой мученицы Параскевы Пятницы на проекте «Русские церкви», (1880) / сейчас в запущенном состоянии
  - на проекте «Яндекс фотки»
  - на проекте «Народный каталог православной архитектуры» (http://sobory.ru/article/index.html?object=04407)
- Деревня Березино. Церковь Димитрия Солунского на проекте «Храмы России», (1898) / совместно с

В. И. Кузьминым и своим сыном А. П. Фёдоровым
- - на проекте «Народный каталог православной архитектуры» (http://sobory.ru/article/index.html?object=09288)
- г. Бежецк. Духовное училище, (1898) / совместно со своим сыном А. П. Фёдоровым